# 16561 Rawls
16561 Rawls è un asteroide della fascia principale. Scoperto nel 1991, presenta un'orbita caratterizzata da un semiasse maggiore pari a 2,9343846 UA e da un'eccentricità di 0,0465830, inclinata di 14,20900° rispetto all'eclittica.
È stato chiamato così in onore del filosofo americano John Rawls.